# Elecciones municipales de Quito de 1962
Las elecciones municipales de Quito de 1962 resultaron con la elección de Jorge Vallarino Donoso, del Partido Conservador Ecuatoriano venciendo al alcalde Julio Moreno Espinosa, del Partido Liberal Radical Ecuatoriano, patrocinado por el Frente Democrático Nacional, alianza del Partido Liberal con el Partido Socialista Ecuatoriano.